# إيرل لينكولن بول
إيرل لينكولن بول (بالإنجليزية: Earl Lincoln Poole)‏ هو رسام توضيحي وكاتب وفنان أمريكي، ولد في 30 أكتوبر 1891 في هادونفيلد في الولايات المتحدة، وتوفي في 1972.